# Rosalie Braun-Artaria

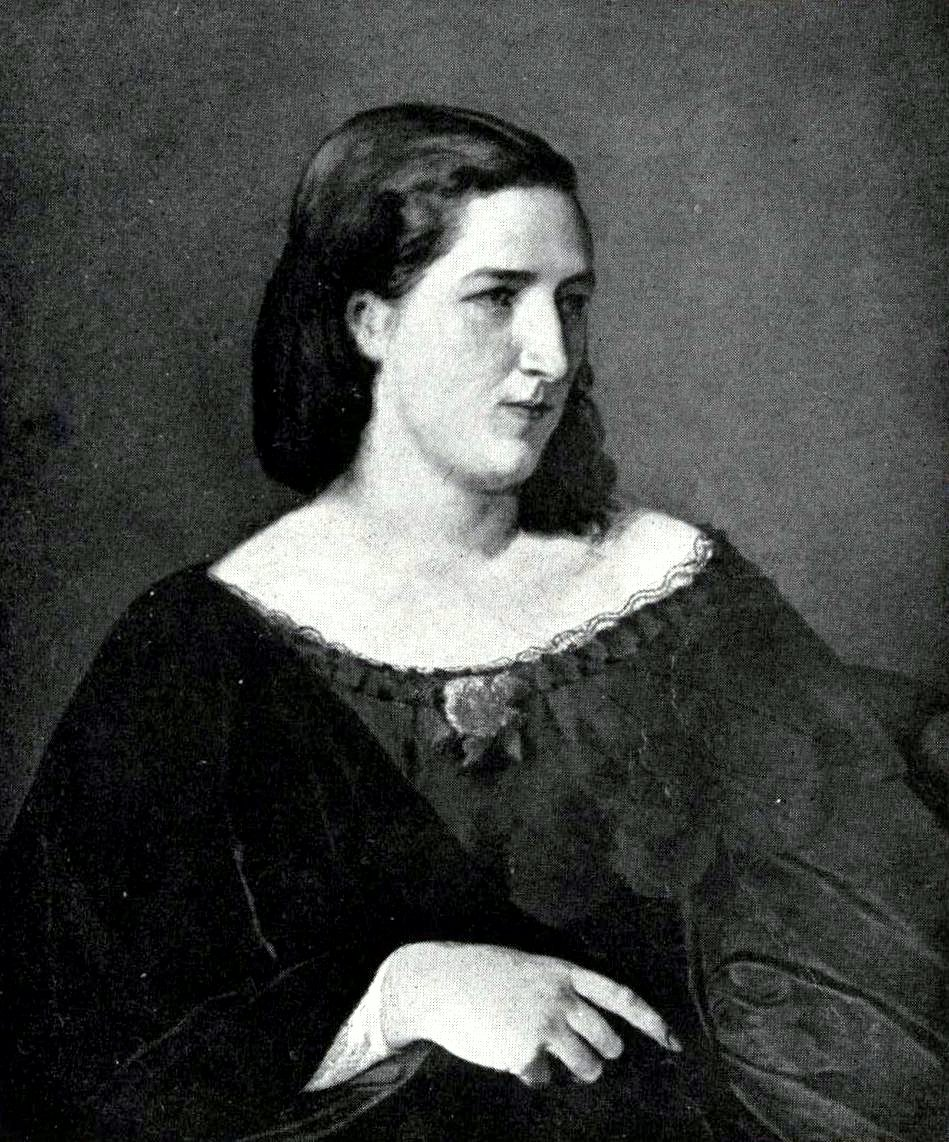
Anselm Feuerbach: Rosalie Braun-Artaria (1860)

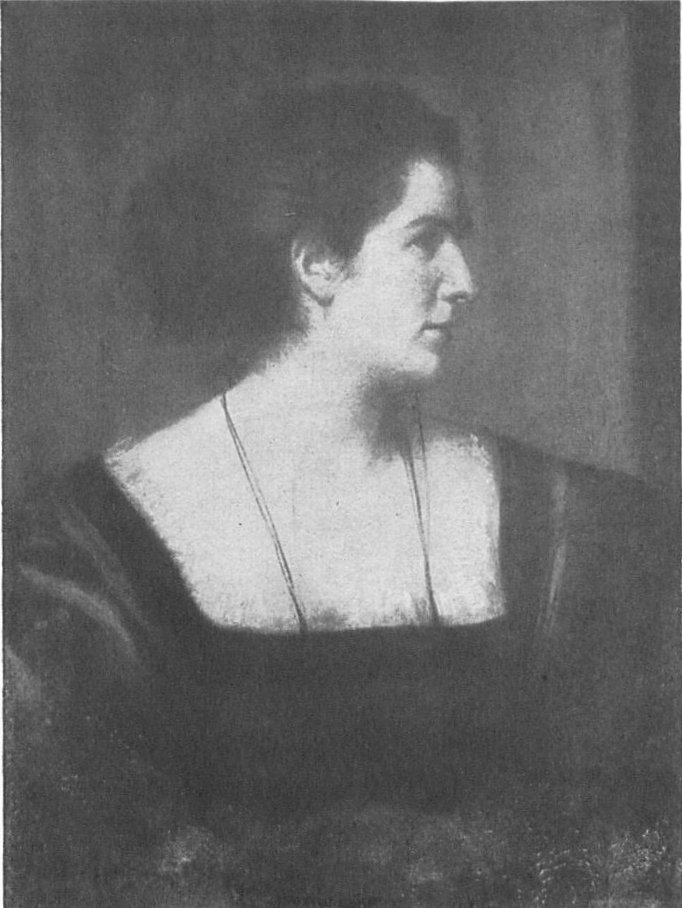
Franz von Lenbach: Rosalie Braun-Artaria (1867)

Rosalie Artaria (* 16. August 1840 in Mannheim; † September 1918 in Schlederloh) verh. Braun, war eine deutsche Schriftstellerin und Redakteurin der Gartenlaube. Sie spielte im Münchner Gesellschaftsleben der 1860er- bis 1890er-Jahre eine „bestimmende Rolle“.

## Leben
Ihr Vater war der Kunsthändler Stephan Artaria, der das Mannheimer Kunsthaus Artaria und Fontaine führte. Ihr Urgroßvater war der berühmte Musikalienhändler Giovanni Artaria. Ihr Großvater mütterlicherseits, Franz Rüttger, war 1820 Verteidiger von Karl Ludwig Sand im Prozess nach dessen Mord an August von Kotzebue.

1856 verlobte sie sich mit dem Kunsthistoriker Julius Braun (* 1825 in Karlsruhe), der an der Heidelberger Universität lehrte. Durch ihn befreundete sie sich bald mit Männern wie Max Wirth, Adolf Kußmaul und Anselm Feuerbach sowie Joseph Victor von Scheffel. Mit letzterem wie auch mit Feuerbach verband sie bis zu seinem Tod eine enge Freundschaft.  Dessen Stiefmutter Henriette war Rosalie eine mütterliche Freundin, die ihr bis kurz vor ihrem Tod liebevolle Briefe schrieb. Auch die Bekanntschaft und spätere Freundschaft mit der Salonière Anna von Helmholtz und ihrem Vater, dem Politiker Robert von Mohl stammt aus dieser Zeit.
Nach ihrer Hochzeit 1860 zog das Ehepaar Braun nach Tübingen, wo es in ärmlichen Verhältnissen lebte. Julius war einem Ruf als außerordentlicher Professor an die Tübinger Universität gefolgt. Ottilie Wildermuth zählte zu den Tübinger Bekannten der Familie.
Nachdem Conrad Bursian statt Braun auf den Lehrstuhl für Archäologie gerufen worden war, ging dieser nach nur einem Semester mit seiner Frau von Tübingen nach München. Als Frau eines aufstrebenden Wissenschaftlers bekam Rosalie bald Zutritt zu den Münchner Gesellschaftskreisen. Sie schloss Freundschaft mit Literaten wie Ludwig Steub, Friedrich von Bodenstedt, Paul Heyse, Emanuel Geibel, Moriz Carrière, Adolf von Wilbrandt und Adolf Friedrich von Schack, mit Wissenschaftlern wie Franz von Kobell, Justus von Liebig, Carl von Siebold, Moritz Wagner, Friedrich Ratzel und Karl Alfred von Zittel, Musikern wie Robert von Hornstein sowie den Malern Franz von Lenbach und Carl Theodor von Piloty.
Daneben lernte sie auch Fanny Lewald und deren Mann Adolf Stahr sowie Richard Wagner und Ignaz von Döllinger kennen. Dem jungen Künstler Otto Greiner war sie eine mütterliche Freundin und Förderin. Aufgrund ihrer zahlreichen Freundschaften mit herausragenden Männern und Frauen aus verschiedenen Tätigkeitsbereichen gilt sie als wichtiges Bindeglied zwischen den unterschiedlichen Freundeskreisen und Zeugin des gesellschaftlichen Lebens in München.
Die literarischen Werke Braun-Artarias beschreibt der Literaturhistoriker Heinrich Spiero als „sparsam, aber in ihren wenigen Gaben glücklich“. Er spricht von der „energische[n] Einfachheit des Stils [...], der jeden konventionellen Aufputz“ verschmähe. Henriette Feuerbach schrieb in einem Brief an „Meine liebe teure Rosalie“: „Sie, liebe Rosalie [sind] auf dem Gipfel des Schriftstellertums einflussreich und wirksam in den weitesten Kreisen“. Durch einen weiteren Freund, Adolf von Kröner, wurde Rosalie Braun 1886 Mitglied der  Redaktion der Zeitschrift Die Gartenlaube und schrieb nun vor allem Artikel und Beiträge für die Zeitschrift.
Am 22. Juli 1869 starb Julius Braun kurz nach der Vollendung seines Werkes „Gemälde der mohammedanischen Welt“. Später heiratete seine Witwe ein zweites Mal. Zwei Töchter, Jula und Irene, waren in München geboren. Jula heiratete 1888 den Zoologen Richard Hertwig, Irene wurde Lehrerin. Rosalie Braun-Artaria starb 1918 in Schlederloh bei Wolfratshausen. In der Frankfurter Zeitung brachte die langjährige enge Freundin Isolde Kurz einen Nachruf.

## Werke (Auswahl)
Rosalie Braun-Artaria veröffentlichte neben ihren vielen Artikeln auch mehrere selbständige Publikationen, darunter ihre für das Leben in München in der zweiten Hälfte des 19. Jahrhunderts sehr aufschlussreiche Autobiographie. Sie erlebte zwischen 1918 und 1930 vierundzwanzig Auflagen.
- R. Artaria: Manuela, in: Neuer Deutscher Novellenschatz Bd. 10, hg. von Paul Heyse/Ludwig Laistner, Berlin o. J. [um 1886], S. 169–244.
- Rosalie Braun-Artaria: Das erste Jahr im neuen Haushalt. Eine Geschichte in Briefen, Stuttgart 1888
- Rosalie Braun-Artaria: Zeitfragen im Familienleben, Leipzig: Ernst Keils Nachfolger 1897
- Rosalie Braun-Artaria: Von berühmten Zeitgenossen. Lebenserinnerungen einer Siebzigerin, München: C. H. Beck 1918